# Крижанівський Леонід Андрійович
Леонід Андрійович Крижанівський (* 20 квітня 1873, Київ — † 2 грудня 1939, Київ) — український геолог. Професор Київського університету. Подав точну кристалографічну та мінералографічну характеристику волинських топазів. Досліджував ефузивні гірські породи, зокрема волиніти.

## Біографія
Народився 1873 року в Києві. У 1899 закінчив Київський університет. З 1900 працював у Київському університеті і одночасно — в Інституті прикладної мінералогії. З 1928–1930 — директор української філії Інституту прикладної мінералогії.

## Наукова діяльність
Встановив палеоценовий вік палеогенових відкладів на Сумщині та палеогеновий вік пісковиків узбережжя р. Норину. Подав точну кристалографічну та мінералогічну характеристику волинських топазів. Досліджував ефузивні гірські породи, зокрема волиніти.
1927 рок уздійснив ґрунтовне мінерало-петрографічне вивчення пухких осадових порід на Солом'янці.

## Наукові праці
Праці з питань стратиграфії, кристалографії, мінералогії й петрографії.